# 바버라 브라운 (배우)
바버라 앤 브라운(영어: Barbara Ann Brown, 1901년 10월 18일~1975년 7월 7일)은 미국의 배우이다.
로스앤젤레스에서 태어났다.

## 작품 목록

### 영화
- 아서 (2009년)
- 아메리칸 스플렌더 (2003년)
- 라스트 뮤즈 (2001년)
- 버팔로 점프 (1990년)
- 마이 시스터 에일린 (1955년)
- 애너폴리스 스토리 (1955년)
- 홈 타운 스토리 (1951년)
- 귀여운 빌리 (1950년)
- 댓 하겐 걸 (1947년)
- 밀드레드 피어스 (1945년)
- 헐리우드 캔틴 (1944년)
- 헤이, 루키 (1944년)
- 레버릴 위드 비벌리 (1943년)
- 너무도 아름다운 당신 (1942년) - 델피나 아쿠나 역